# Amerika (miniserie)
Amerika es una miniserie de televisión estadounidense que se emitió en 1987.
El nombre sugiere una modificación  del nombre inglés América (que no se refiere al continente americano, sino a Estados Unidos). Entre sus protagonistas estaban: Kris Kristofferson, Mariel Hemingway, Sam Neill, Robert Urich y una joven Lara Flynn Boyle (de 17 años de edad) en su primer papel principal.
Amerika narraba cómo era la vida en los Estados Unidos después de una invasión por parte de la Unión Soviética. El presidente de la ABC, Brandon Stoddard, prefirió establecer la acción de la miniserie diez años después del acontecimiento, enfocando la atención en los desmoralizados estadounidenses, una década después de la conquista soviética. Más tarde explicaría que lo hizo para no retratar el conflicto de la invasión soviética.
Descrito en materiales promocionales como "la miniserie estadounidense más ambiciosa jamás creada", Amerika tiene una duración de 14½ horas (incluyendo anuncios publicitarios) en siete capítulos, y costó 40 millones de dólares producirla. La serie fue grabada en Toronto (Canadá) y en otras localizaciones diversas en Nebraska –concretamente el pequeño pueblo de Tecumseh, que sustituyó a Milford para la mayor parte de la acción de la serie. Donald Wrye fue el productor ejecutivo, director, y el escritor exclusivo de Amerika, mientras que el compositor Basil Poledouris fue contratado para la banda sonora de la miniserie. Finalmente, se grabó con la Orquesta Sinfónica de Hollywood y su duración es de ocho horas de música (el equivalente a cuatro películas de largometraje).

## El génesis de la idea
Desde un comienzo, la controversia formó parte de Amerika. La idea de la miniserie producida por la cadena ABC, proviene de una columna de Ben Stein aparecida en el periódico Los Angeles Herald, sobre otra película de esa cadena (The Day After), a la que se le criticaba su extremo pacifismo, al cuestionar la doctrina estadounidense de la «disuasión nuclear». El columnista del periódico Los Angeles Herald escribía:

«Dado que mis estimados amigos en la ABC han hecho una película de televisión que describe el terror de un ataque atómico sobre los EE. UU., quizá podrían considerar alguna otra cosa. Quizá podrían hacer una película de televisión que tratara sobre por qué las personas de Estados Unidos confrontan algo semejante a un riesgo tan atroz. Podrían hacer una película acerca de cómo sería la vida en Estados Unidos si viviésemos bajo la dominación soviética.»

«He aquí la idea: hagamos una película que se llame Estados Unidos rojos. Narraría la vida de algunas familias estadounidenses después de que la Unión Soviética hubiese asumido el control de los EE. UU.»

El presidente de ABC Brandon Stoddard agradeció dichos comentarios, pues serían el origen de Amerika. Se rumorea que el mismo Stein alcanzó a escribir antes de su muerte un bosquejo de la nueva miniserie de ABC, pero nunca estuvo directamente involucrado en su futuro guion.

## Controversia
Amerika llegó a las pantallas de ABC en medio de mucha controversia. Para muchos críticos y espectadores la serie fue demasiado larga y poco realista. Se intentó frenar su emisión pública, bajo el argumento que esta serie dañaría las delicadas relaciones soviético-estadounidenses en plena Guerra Fría. La Unión Soviética amenazó en su momento con cerrar la agencia de la ABC News en Moscú, amenaza que nunca se materializaría.
Finalmente, Amerika fue precedida el día de su lanzamiento en USA por un especial ocupándose de la controversia generada (la tormenta sobre Amerika), y fue seguida por un "programa especial de la ABC", el que trataba informativamente sobre la audiencia y un punto de vista. Ambos fueron moderados por Ted Koppel, junto a Donald Wrye, Brandon Stoddard y varios otros ocupándose de los asuntos que rodeaban a la miniserie, los cuales incluyeron preguntas y comentarios frente a un público en directo que se encontraba en el estudio de Mineápolis.

## La Crítica Social
Amerika criticó a la sociedad estadounidense de los años ochenta, donde la apatía y la desgana a la hora de defender la libertad mostradas por muchos ciudadanos facilitaron considerablemente la toma del país por los soviéticos. En un momento dado, un audaz oficial soviético que lo ve todo desde arriba explica los planes para la conquista de los Estados Unidos. Dicho plan iba más allá de un sueño descabellado, porque una vez que la nación hubiera sido derrotada los estadounidenses se volverían a mirar hacia dentro, esta vez no preocupándose por asuntos nacionales, sino buscando retener un pedazo de la prosperidad que una vez había sido suya. «Eso [la hazaña soviética] surtió efecto porque usted perdió su país antes de que viniésemos [dice el líder soviético]. Usted tuvo libertad política, pero perdió su pasión... ¿Cómo íbamos a poder perder?»
Otro personaje que aparece más avanzada la miniserie se hace eco de este tema:
«Nadie quiso arriesgar lo que fuese por algún otro. Todo el mundo tuvo miedo de que iba a perder lo que tenía. Supieron que estaba mal. Tuvieron justamente miedo, y eso no haría sino empeorar.»
Otro discurso, ahora del político Peter Bradford (véase debajo), fustiga con fuerza la actitud apática de los estadounidenses:

«¡Maldita sea, estoy tan harto de ese "soy un toro estadounidense"! ¿Dónde estaba todo ese patriotismo cuando ocurrió esto? ¿Dónde estaba esa voluntad para sacrificarse? ¡Nadie quería unirse al ejército para defender el país a menos que se le pagara bien! ¡Nadie quería perder el tiempo, a menos que pudiese sacar de beneficio algún oficio o carrera! ¡Y se notaba que era como si una parte de los que habíamos dejado en el ejército no hubiéramos servido de nada en los últimos 10 años!»

En una escena anterior se muestra cómo unos escolares de Chicago aprenden qué es exactamente el darwinismo social que caracteriza la nueva filosofía dominante en los nuevos Estados Unidos impuesta por los nuevos conquistadores, la Unión Soviética. Hay otra escena en la que un niño muestra hasta dónde ha llegado el adoctrinamiento soviético en los nuevos EE. UU.:

«Somos la voz de la nueva generación. Somos la voz de las personas nuevas. Las formas destructivas del pasado se van. Las reemplazaremos con nuestra visión del futuro. El Partido nos dirigirá a la nueva era. Ha habido personas que han intentado detener la llegada de la nueva era. Son el recordatorio corrupto del pasado. Han intentado confundirnos con la idea de que el viejo Estados Unidos fue un buen país. Sabemos que eso es mentira. La historia nos enseña esa mentira. Estamos agradecidos a nuestros hermanos soviéticos que salvaron el mundo de la destrucción, y ahora podemos unirnos a ellos en un mundo de hermandad socialista. Todo el mundo irá a la escuela, todo el mundo tendrá empleo, todo el mundo será igual. Nadie sacará provecho o será explotado, y todos los que se oponen a este plan maravilloso serán aplastados.»

## Personajes principales
La línea de argumental de Amerika se basa primordialmente en tres líderes políticos:
Peter Bradford (interpretado por Robert Urich), un administrador del condado de Nebraska. Es una persona bienintencionada y honesta que coopera con los soviéticos para crear una vida vida para su comunidad. Bradford atrae la atención del liderazgo soviético porque, aunque se interesa en cooperar, es independiente y ampliamente respetado por sus componentes. Los soviéticos le escogen para dirigir el territorio en condiciones análogas a las de Bantustán. Bajo el nuevo régimen, el título de Bradford es "Gobernador General".
Devin Milford (interpretado por Kris Kristofferson), un político independiente antes de la ocupación soviética, que se presentó a la candidatura para la presidencia en 1988 (en la novelización, 1992), después de la derrota de los EE. UU.. Fue internado en un campo de prisioneros por atreverse a decir la verdad sobre la conquista soviética durante su campaña presidencial. Al principio de la miniserie, Devin se lo declara "rehabilitado" y se le permite volver a la sociedad bajo la custodia de su padre, quien vive en el condado dirigido por Peter Bradford. (Los críticos conservadores de Amerika han afirmado que en la vida real hubiese habido muy pocas probabilidades de que los rusos permitieran que una persona de semejante calibre volviera a la sociedad.)
El coronel Andrei Denisov de la KGB (interpretado por Sam Neill) es el administrador soviético para el Área Administrativa Central estadounidense. A veces parece decepcionado por la facilidad con la que han sido conquistados los EE. UU.. Mantiene una relación íntima con Kimberly Ballard (interpretada por Mariel Hemingway), una actriz que va descubriendo su patriotismo a lo largo de la miniserie. Andrei es superior inmediato y su mentor es el general Petya Samanov (interpretado por Armin Mueller Stahl), el líder militar soviético a la cabeza de la ocupación.
Los personajes principales femeninos, además de Ballard, incluyen a la esposa de Peter Bradford, Amanda (interpretada por Cindy Pickett); la exesposa de Devin Milford, Marion (interpretada por Wendy Hughes); y especialmente Alethea, la hermana de Devin (interpretada por Christine Lahti), quien al principio se prostituye para el líder local de ocupación. En subsiguientes episodios, Alethea se encuentra sí misma y se autovalora. «Alethea es el centro —destacó Donald Wrye—. Su personaje es una metáfora de Estados Unidos (no simplemente una llamada de atención) y eso es lo que descubre su corazón moralmente a través del curso de la serie». Lara Flynn Boyle interpreta a Jackie, la hija adolescente de Bradford.
El drama humano de estos personajes se entrecruza con la intriga política de los planes soviéticos para la desintegración de EE. UU.. Bradford, el pragmático, choca con Milford, el idealista. La esposa de Bradford, que había sido novia de Milford, todavía siente algo por él e intercede para que sea liberado del campo de prisioneros; Denisov nombra a la exesposa de Milford, dotándola de un gran poder (a su vez es la amante de General Samanov), para que haga las funciones de delegada /asistente de Bradford en su condado. Por último, el renovado de orgullo estadounidense de Kimberly termina afectando a su relación con Denisov.

## Sinopsis
A finales de los 80, cuando la decadencia económica y política pone en peligro a la Unión Soviética de verse derrotada en la Guerra Fría, el liderazgo soviético hace una jugada desesperada para reacomodar el equilibrio de poder global haciendo estallar en la estratosfera cuatro enormes armas termonucleares justo encima de los Estados Unidos. El pulso electromagnético (EMP) generado por estas armas destruye las comunicaciones militares y comerciales de la nación, así como todos los sistemas informáticos y la red eléctrica: todo equipo que utilice tecnología dejará de funcionar, y lo mismo ocurre con los automóviles salvo en aquellos modelos antiguos que carecen de componentes electrónicos. Con los misiles balísticos intercontinentales (ICBM) de EE. UU. inoperantes, la Comandancia de la Autoridad Nacional ordena que se contacte con las Fuerzas Armadas estadounidenses con el objetivo de contraatacar al enemigo extranjero y la nación se ve forzada a aceptar las condiciones soviéticas para la rendición. Los Estados Unidos caen rápidamente derrotados bajo la ocupación militar soviética, y el presidente de Estados Unidos y el Congreso se convierten en testaferros para sus supervisores soviéticos.
Las siguientes escenas muestran lo que la miniserie llama “la Transición", detallando su última fase: la desintegración de los Estados Unidos diez años después de su derrota.
Los acontecimientos citados anteriormente solo son insinuados, sin que nunca lleguen a ser explicados directamente. La descripción ha sido tomada de la novelización de la miniserie, El triunfo del espíritu estadounidense, escrita por Brauna E. Pouns y Donald Wrye (Libros De Bolsillo, 1987), basándose en el guion televisivo. Wrye escribe un tratamiento de 175 páginas sobre cómo los soviéticos asumieron el control. Una introducción para la miniserie explicando la caída de EE. UU. termina por el piso cortante del cuarto antes de difundir, y solo hay una corta frase del actor Sam Neill en la que se refiere a unos EE. UU. sin comunicaciones, probablemente debido a los efectos del pulso electromagnético. La pérdida de la tecnología y las comunicaciones, no obstante, se replantea eficazmente en las escenas de apertura: no se oye ninguna emisora de radio, a la televisión solo se la ve funcionar dentro de los despachos de los líderes soviéticos, hay una escena con una iglesia alumbrada únicamente por la luz de una vela, y una mujer usa una vieja máquina de coser que funciona a pedales.

## La situación geopolítica
Una década después de su derrota, Estados Unidos es ocupado por una fuerza de mantenimiento de paz de las Naciones Unidas, designado UNSSU (United Nations Special Service Unit: unidad de servicio especial de las Naciones Unidas). El UNSSU está formado primordialmente por fuerzas de Alemania del Este, las cuales son dirigidas por el mayor Helmut Gurtman. Las UNSSU son tropas que emplean periódicamente unos "ejercicios de entrenamiento" de naturaleza destructiva y efectos altamente intimidatorios sobre la población local.
Los estadounidenses que opinan de manera diferente o expresan su oposición a la ocupación soviética son despojados de sus privilegios y enviados a campamentos de exiliados, donde quedan "excomulgados" no solo para los soviéticos sino también para sus conciudadanos. La asociación con (y la asistencia a) los exiliados está generalmente prohibida. No obstante, unos cuantos ofrecen ayuda a quien la pida a pesar de que eso signifique arriesgarse a la "excomunión" y la pérdida de libertades.
Se han impuesto cuotas de producción y los productos alimenticios han quedado racionados, con los excedentes probablemente siendo enviados a la URSS. Bradford asciende al liderazgo del cuartel general, esperando reformar la ocupación soviética desde el interior; Milford es liberado del campo de prisioneros, esperando poder reunirse con sus hijos y luchar contra la ocupación; y Denisov espera "rescatar lo más profundo" de los viejos Estados Unidos, al darse cuenta de que esencialmente estos deben dejar de existir como una nación para aliviar los temores de "los viejos en el Kremlin".

## Complot y resolución
Los líderes soviéticos de la ocupación deben hacer frente al doble problema de mantener unos EE. UU. tranquilos y convencer al Buró Político de que sus miedos a un EE. UU. revitalizado son infundados porque el país no está bajo ocupación, es más una postura pesada que una amenaza. El Buró Político no está del todo convencido, y toma la decisión de hacer estallar armas nucleares sobre varias ciudades estadounidenses, como advertencia para los estadounidenses y para el mundo. Tanto Samanov como Denisov, quieren que la ocupación soviética de los Estados Unidos sea relativamente humanitaria, y están horrorizados por esta idea.
A sabiendas de que es un gran riesgo político, Samanov finalmente convence al liderazgo soviético para que acepte un plan de compromiso: ninguna de las armas nucleares será detonada, los Estados Unidos serán divididos en estados clientes), y tanto su cuartel general como el Capitolio de Washington serán destruidos en un gesto que simbolizará la destrucción de los EE. UU. Al mismo tiempo, la mayor parte de los miembros del Congreso de Estados Unidos deben ser asesinados en un "ataque terrorista" después de que rehúsen abandonar el cuerpo legislativo, algo que la miniserie describe muy gráficamente.
Después de que el ataque haya sido llevado a cabo –en la que sin duda es la escena culminante de la miniserie – Samanov examina el daño y se da cuenta de la enormidad del delito que ha permitido cometer. Sentado en la silla del orador en la Cámara de Representantes de los Estados Unidos, se suicida. Denisov, quien no sabe nada del ataque hasta que es llevado a toda prisa al Capitolio, se encuentra a Samanov muerto, y queda totalmente desolado por este giro inesperado de los acontecimientos.
En el último episodio, el cuartel general está a punto de separarse de los Estados Unidos, con otras regiones. Hay escenas en las que se ve a gente desenterrando armas que habían mantenido escondidas durante diez años. La región vital del territorio va en grupo, junto con milicia local, atacan al mando local de la UNSSU, inmediatamente se declara la guerra a la ocupación soviética. Hay una escena donde un grupo de estadounidenses iza la bandera de los Estados Unidos encima de un elevador de grano, con lo cual es una referencia para una Segunda Revolución estadounidense. La miniserie acaba en una nota pesimista, sin embargo: el general Sittman (el líder de las fuerzas del defensa del cuartel general y un antiguo marine del ejército) dispara a Devin Milford, quien está a punto de hacer un gran gesto con una declaración televisada a escala nacional a todos los estadounidenses para que resistan a la desintegración de los Estados Unidos. Lo hace porque dicho acto es considerado como resistencia ilegal contra el cuartel general recién establecido, ya que Sittman cree que la mejor esperanza es continuar bajo dominación soviética. Aunque hay quienes piensan que la esperanza del espíritu de EE. UU. vive, hay quienes piensan que el plan de los soviéticos para disolver los Estados Unidos se cumplirá.
Algunas fuentes afirman que el final de la miniserie tuvo un toque izquierdista, como algo no resuelto para tener en cuenta la posibilidad de una secuela literaria de la serie semanal de la televisión; aunque tales planes, si ciertamente existieron, nunca se materializaron.

## Los Estados Unidos Divididos
En esta línea cronológica ficticia, el Congreso de Estados Unidos dividió los Estados Unidos en varias "áreas administrativas" en 1988, apenas un año después de la toma soviética. En la miniserie estas áreas van separándose, para crear una nueva Alianza de América del Norte. Un mapa mostrado sobre la pantalla enseña como quedan estas áreas administrativas:
- California Distrito Especial: California, Nevada
- El Oeste Semiautónomo: Colorado, Idaho, Montana, Utah, Wyoming
- El Noroeste: Oregón, Washington
- El Suroeste: Arizona, Nuevo México
- El Norte Central: Minnesota, Dakota del Norte, Dakota del Sur, Wisconsin
- El Centro: Illinois, Iowa, Kansas, Missouri, Nebraska (el área administrativa de Peter Bradford, y el territorio que finalmente se convierte en el cuartel general, con Chicago como su capital)"
- El Sur Central: Arkansas, Luisiana, Oklahoma, Tejas
- El Sureste: Alabama, Florida, Georgia, Mississippi
- El Centro Atlántico: Delaware, Maryland, Carolina del Norte, Carolina del Sur, Virginia
- Appalachia: Kentucky, Tennessee, Virginia del Oeste
- Ameritech: Indiana, Míchigan, Ohio, Pensilvania
- El Noreste: Connecticut, Maine, Massachusetts, Nueva Hampshire, Nueva Jersey, Nueva York, Rhode Island, Vermont

Además de estas áreas administrativas, Washington D. C. aparentemente comprende su propio Departamento Nacional, el Sur de Florida está descrito por su carácter como Zona Especial y hay una conexión pasajera hacia tres "ciudades internacionales," que no son especificadas.
Alaska es mencionada como nunca pacificada, requiriendo un continuado compromiso soviético en la zona, y hay también grupos de resistencia armada en las Montañas Rocosas y en Virginia del Oeste. No hay mención de qué ocurrió con Hawái, o con otros territorios de los Estados Unidos como Guam y Samoa estadounidense.
El Cinturón Industrial (Rust Belt, conocido como "Ameritech") se enfrenta a sus propios problemas. La mayor parte de su industria pesada ha sido trasladada al principio de la ocupación a la URSS, como ocurrió en la Alemania Oriental después de la Segunda Guerra Mundial. Como consecuencia la región sufre un desempleo del 50%, y a sus residentes no se les permite salir, sólo alistarse como voluntarios para el trabajo de la fábrica pero en la Unión Soviética, de donde nadie ha regresado aún.
Los traslados y las comunicaciones entre las diversas zonas están muy restringidos, parte del plan de los soviéticos es “dividir para conquistar”.

## Nuevas zonas internacionales
Tanto la novelización como la miniserie dejan la impresión de que, con la muerte de la libertad en los EE. UU., ya no queda ningún lugar en el mundo donde sea posible ser libre. En la novelización una de sus protagonistas dice: «La verdad debemos alcanzarla, por primera vez en nuestra historia, allí de donde nunca tuvo que haber escapado. EE. UU., Inglaterra, Israel, Canadá, siempre hubo un faro de esperanza en alguna parte. Ahora hay simplemente un mundo y eso es totalmente malo». Este diálogo sugiere que la Unión Soviética u otras fuerzas armadas totalitarias conquistaron a otros países libres después de la conquista de Estados Unidos (puede sospecharse que el EMP que desactivó la tecnología estadounidense probablemente también habría afectado a Canadá y México, y Denisov aún dice que «controlamos más del mundo»). También hay una escena con dos emigrantes de la República Democrática Alemana que vinieron a los Estados Unidos antes de la toma soviética y ahora son devueltos de nuevo a su país:  «Este es uno de los pequeños chistes de la vida. Huimos de Alemania Oriental para venir a la tierra prometida, y ahora la tierra prometida está peor que aquella de la cual salimos».
En este nuevo mundo, Fidel Castro dirige lo que se llama "la Gran Cuba", que abarca toda Centroamérica y el Caribe; y la región china de Manchuria evidentemente ha sido absorbida por la URSS, como indica el comentario del general Samanov cuando habla de una pequeña rebelión que ha tenido lugar en «nuestra Manchuria». Una persona le nombró a "Mbele" cabeza de la República Socialista del Sudeste de África, Barghout es el líder de Iraqistán y de Europa del Este está señalado como un poderoso. La ocupación soviético / comunista y del mundo descrita en Amerika no es tranquila y pacífica, sino que se hace eco del descontento de los Estados Unidos ocupados.

## Símbolos nacionales
La bandera de la ocupación es la azul claro de la ONU, con banderas cruzadas estadounidenses y soviéticas superpuestas en los lados. La bandera estadounidense es mostrada sin sus estrellas, y esta bandera sin estrellas es exhibida durante la ceremonia de la Semana de Lincoln. La bandera estadounidense ha sido declarada ilegal, aunque una escena de la serie muestra a un grupo de veteranos de guerra marchando con la vieja bandera estadounidense puesta al revés, lo que se interpretó como una señal de socorro. Peter Bradford preguntó a uno de los líderes soviéticos si los veteranos iban a ser arrestados, pero estos no lo hacen. The Star-Spangled Banner, el himno nacional de Estados Unidos, también está prohibido, aunque esto no impide que un grupo de ciudadanos lo cante –haciendo un alto en el camino – después de que haya pasado el desfile.
Abraham Lincoln es incluido con Karl Marx y Vladimir Lenin en la propaganda. La escena emblemática de la miniserie es una descripción de veinte minutos, exenta de diálogo, durante la celebración de la Semana de Lincoln (una celebración que ha reemplazado al Cuatro de Julio) en la que Lincoln y Lenin son exhibidos en estandartes, lo que se pretendía fuera una imagen impactante y espectacular ante la audiencia del momento.
Los primeros dos capítulos tuvieron unos índices de audiencia enormes pero después estos cayeron, y el promedio de audiencia fue de alrededor del 19% procedentes de grupos de familias, muy lejos del 46% alcanzado por The Day After. Alfred Koppel dijo: «Los productores no se esperaban semejante batacazo, pero tampoco fue ningún desastre». Aunque se prometió un 35% a los productores, Stoddard estaba feliz con el estreno de Amerika, afirmando que la miniserie, en su totalidad o una parte de ella, había sido vista por más de 100 millones de personas. Eso supuso una gran audiencia para la ABC, ya que la serie se colocó entre las tres series de televisión por cable más vistas.

## Influencias
Mientras que The Day After pudo haber cambiado las opiniones de algunas personas acerca de la guerra nuclear, Amerika no pareció haber afectado a la opinión pública ni tampoco al comunismo de la Unión Soviética. Sin embargo, muchos ven ella el vehículo que puso fin a las miniseries "épicas" tan populares en la televisión estadounidense durante los años setenta y ochenta. Las producciones posteriores fueron generalmente más cortas de duración, con la notable excepción al año siguiente de las 30 horas de metraje de War and Remembrance.

## Disponibilidad
Amerika no ha vuelto a ser emitida por la ABC desde su primera emisión posiblemente debido a la rapidez del cambio político, que en pocos años trajo consigo la desintegración de la Unión Soviética, la caída del Muro de Berlín y la reunificación de Alemania; y quizá también porque no resultó tan popular como otras miniseries. La miniserie fue lanzada al mercado en un formato de VHS por Anchor Bay Entertainment en 1995, pero todavía no hay ningún DVD oficial disponible en el mercado. Parte de la banda sonora compuesta por Basil Poledouris fue distribuida en CD por Prometheus Récords en 2004 (en una edición limitada de 3000 copias). La novelización de la miniserie está ampliamente disponible en formato de bolsillo, e incluso puede adquirirse en internet.

## Películas
- Invasión U.S.A. es una película de 1952 en la que se mostraba una invasión soviética de los Estados Unidos que había tenido éxito porque la ciudadanía se había sumido en una crisis moral y social, aparte de que hubo una guerra que hizo proliferar el aislacionismo. Posteriormente la película (que no debe ser confundida con la película homónima de 1985 protagonizada por Chuck Norris) sería ridiculizada en la serie Mystery Science Theater 3000.
- En 1962 el gobierno estadounidense patrocinó un documental titulado Nightmare (Pesadilla), narrado por Jack Webb, que presentaba unos EE. UU. dominados por los soviéticos, como resultado de la negligencia de los deberes "representativos de los Estados Unidos".
- En el cortometraje Children’s story (La historia de los niños, 1982) se mostraba muy gráficamente la clase que un profesor daba sus alumnos en el aula, destacando el adoctrinamiento impartido a sus alumnos por un profesor de primaria que seguía el plan diseñado por un gobierno totalitario que había asumido el control de los Estados Unidos. Se basa en el cuento corto del mismo nombre por James Clavell de 1960.
- En la película Red Dawn (Amanecer rojo, 1984) se presentaba un ataque convencional / nuclear soviético sobre los Estados Unidos, ayudados por aliados latinoamericanos, y a un grupo de estudiantes de instituto que hacía frente a los nuevos enemigos usando tácticas de guerrilla.

## Televisión
- K fue una miniserie de breve duración de la televisión filipina. Se trata de la historia ficticia de un país gobernado por comunistas. La serie fue hecha con un bajo presupuesto, aun así tuvo un enorme éxito de audiencia, incluso la serie fue usada como un referente educativo por el gobierno para toda la nación y ya que podían imitar las reglas de los comunistas al país. Los conservadores y los defensores de los derechos humanos de Filipinas pusieron objeciones a la miniserie, sin embargo, creyeron que la miniserie K propagaría el comunismo y acrecentaría la rivalidad entre las Fuerzas Armadas y el Gobierno. En política se pensó que K pudo estar influenciada por la miniserie Amerika, ya que fue emitida un año después de aquella, aparte de que compartían muchos temas.
- Sliders (Salto al infinito) era una serie de televisión en la que mostraba unas realidades bastante alternativas, en un episodio se narraba que Estados Unidos había sido conquistado por la Unión Soviética. Había una escena bastante descriptiva en la que se veía un billete de un dólar de color rojizo, con el rostro de Nikita Jrushchov.

## Libros
- Against the USSR. Sólo unas cuantas ciudades son afectadas por la guerra, pero los EE. UU. se convierten en un país tercermundista debido al efecto que el EMP tuvo sobre su tecnología. La Unión Soviética, sin embargo, se ha visto afectada de un modo similar y como consecuencia no puede ocupar Estados Unidos.
- Resurrection Day (El día de la resurrección) por Brendan DuBois es una historia distinta, ya que narra la situación de Estados Unidos una década después de la crisis de los misiles cubanos al haber entrado en guerra nuclear con la URSS.
- La serie Wingman de Mack Maloney narra la secuela de la Tercera Guerra Mundial, donde EE. UU. realmente ganó, excepto que fue traicionada con una huelga nuclear engañosa por su vicepresidente después del alto al fuego. La nación es desarmada (incluyendo la destrucción de todos los F-14 Tomcats, F-15 Eagles, F-16 Fightings Falcons y F/ A-18 Hornets), y usan un modo semejante a la balcanización para facilitar la ocupación soviética.
- Not This August (No es este agosto), de Cyril M. Kornbluth, es una novela de ciencia ficción que describe la ocupación soviética en una comunidad rural de Nueva York después de que Estados Unidos fuese derrotado por las Fuerzas Armadas de la URSS y de China, entre los planes de las fuerzas invasoras esta la despoblación y la colonización del país, pero Estados Unidos todavía cuenta con algunas armas, entre ellas un satélite con el cual amenazan con un ultimátum a los rusos y chinos.
- Invasión, de Eric L. Harry, presenta una invasión china convencional sobre los Estados Unidos Sureños, mientras que Arc Light aborda un accidente nuclear entre Estados Unidos y una república rusa al que sigue una invasión conjunta de EE. UU. y Europa sobre Rusia.
- Warday (El día de la guerra), de Whitley Strieber y James Kunetka, es un seudodocumental sobre cómo quedaría Estados Unidos cinco años después de una guerra nuclear.

## Cómics
- En la antología del cómic británico, la editorial 2000 DC presentó la serie Invasión en su primer número. Contaba la historia de una invasión conjunta china /soviética sobre Gran Bretaña en el año 1999 (aunque el primer número de 2000DC fue publicado en 1977) y el auge de una resistencia a la ocupación, la novela por entregas fue aún más popular durante varios años que la tira principal de lanzamiento de 2000 DC, Juez Dredd, antes de que esta llegase a ser todo un hito. Cuando la tira regresó en 2004, ya no lo hizo como una fantasía heroica sino como un cuento oscuro de opresión que se igualó a la ocupación de Gran Bretaña con la ocupación de Irak. Savage (después de su antihéroe epónimo dirigiendo carácter Bill Savage) ahora renombrado, la serie fue aclamada como un regreso para formar para escritor Pat Mills.

## Juegos
- El juego de rol The Price of Freedom, creado por Greg Costikyan, presenta a un EE. UU. ocupado por la URSS. Los personajes se ven involucrados en la acción desde el momento en que llegan tropas soviéticas a su ciudad natal.
- Luchadores de la Libertad (Freedom Fighters) en el primer videojuego táctico de tirador describe a una persona que en el 2003 los soviéticos han ganado la dominación durante la Guerra Fría e invaden los Estados Unidos: antes de la invasión este individuo era un fontanero, para más tarde convertirse en un líder de la resistencia de la ciudad de Nueva York.
- Command y Conquer: Alerta roja 2 (2000) es un juego de estrategia de computadora incrustado en un mundo alterno de la historia, donde los soviéticos invaden EE. UU.
- El mundo en conflicto (World in conflict) es un juego de estrategia del 2007 (de una manera muy realista) incrustado en una historia alterna dónde, a punto de sufrir un colapso, los soviéticos emprenden una invasión sobre Europa Occidental, y más tarde sobre los Estados Unidos.

## Parodias
En febrero de 1987, el show Saturday Night Live (de la NBC) parodió la miniserie con un sketch titulado «Ameridá», en el que Estados Unidos era tomado por Canadá. Reflejaba varios temas culturales de Canadá, incluyendo al Wayne Gretzky como el presidente del nuevo Ameridá, y la sugerencia de que el ejército de Canadá había invadido usando palos de hockey como armas (una referencia al deporte nacional de Canadá). El protagonista estadounidense de este sketch era retratado por Phil Hartman (un actor canadiense) que recordaba el pasado de un país «donde usted no tiene dinero de todos los colores del arco iris» y «donde usted no tiene que deletrear “sabour” (con la letra u)».
El programa satírico canadiense de radio Double Exposure (doble exposición) parodió la serie en un sketch llamado «Kanada», en el cual Joe Klark (primer ministro conservador) con K rescata a la nación de un John Edward Ed Broadbent "(líder del partido socialista).